# Mittelrheinliga
De Mittelrheinliga (ook Oberliga Mittelrhein) is een amateurdivisie in het Duitse voetbal, voor clubs uit het zuidwestelijk gedeelte van de deelstaat Noordrijn-Westfalen.
Deze competitie bestaat (als Oberliga) sinds het seizoen 2012-2013 en is ontstaan na het opheffen van de NRW-Liga.
Samen met nog 13 andere Oberliga's vormt deze divisie het 5e niveau in de Duitse voetbalpiramide.
Promotie is mogelijk naar de Regionalliga West, degradatie naar de Landesliga Mittelrhein.

## Geschiedenis
De competitie werd oorspronkelijk in 1956 als Verbandsliga Mittelrhein in het leven geroepen en bestond in het eerste seizoen uit 15 verenigingen. De Verbandsliga loste daarmee de Landesliga als hoogste amateurklasse in het district en was tot 1978 het op 2 na hoogste niveau in de Duitse voetbalpiramide. In het jaar 1978 werd de Oberliga Nordrhein als nieuwe 3e klasse opgericht met de beste teams afkomstig uit de Verbandsliga Mittelrhein en de Verbandsliga Niederrhein. Daarmee was de Verbandsliga Mittelrhein het 4e niveau geworden. Na invoering van de Regionalliga in 1994 werd de Verbandsliga Mittelrhein de 5e klasse. Na invoering van de
3. Liga en gelijktijdige omdoping in Mittelrheinliga in het jaar 2008 was het nog maar het 6e niveau. Na de opsplitsing van de NRW-Liga met ingang van het seizoen  2012/13 is de Mittelrheinliga weer de 5e klasse geworden en heeft voor het eerst in de geschiedenis de status van Oberliga gekregen.

## Kampioenen
De Liga heette van 1956 tot 2008 Verbandsliga Mittelrhein en sinds 2008 Mittelrheinliga.
| - 1956/57 SV Stolberg - 1957/58 SSG Bergisch Gladbach - 1958/59 Bonner FV - 1959/60 SV Baesweiler 09 - 1960/61 Siegburger SV 04 - 1961/62 TuRa Bonn - 1962/63 SG Düren 99 - 1963/64 SV Schlebusch - 1964/65 1. FC Köln Amateurs - 1965/66 SG Düren 99 - 1966/67 1. FC Köln Amateurs - 1967/68 Bonner SC - 1968/69 SC Jülich - 1969/70 SC Jülich - 1970/71 SC Jülich - 1971/72 Bonner SC - 1972/73 SpVg Frechen 20 - 1973/74 Bayer 04 Leverkusen - 1974/75 Bayer 04 Leverkusen | - 1975/76 Bonner SC - 1976/77 1. FC Köln Amateurs - 1977/78 SC Viktoria Köln - 1978/79 Rhenania Richterich - 1979/80 SV Frechen 20 - 1980/81 Bayer 04 Leverkusen Amateurs - 1981/82 TuS 08 Langerwehe - 1982/83 SG Düren 99 - 1983/84 Siegburger SV 04 - 1984/85 Bonner SC - 1985/86 TuS Lindlar - 1986/87 SC Jülich - 1987/88 SC Brück - 1988/89 Alemannia Aachen Amateurs - 1989/90 TuS 08 Langerwehe - 1990/91 SC Brück - 1991/92 1. FC Köln Amateurs - 1992/93 Germania Teveren - 1993/94 TuS 08 Langerwehe | - 1994/95 VfL Rheinbach - 1995/96 SSG Bergisch Gladbach - 1996/97 Rhenania Würselen - 1997/98 SCB Preußen Köln - 1998/99 TSC Euskirchen - 1999/00 Borussia Freialdenhoven - 2000/01 Bonner SC - 2001/02 GFC Düren 09 - 2002/03 PSI Yurdumspor Köln - 2003/04 Alemannia Aachen Amateurs - 2004/05 FC Wegberg-Beeck - 2005/06 SSG Bergisch Gladbach - 2006/07 Germania Dattenfeld - 2007/08 VfL Leverkusen - 2008/09 SV Bergisch Gladbach 09 - 2009/10 FC Wegberg-Beeck - 2010/11 FC Junkersdorf - 2011/12 FC Hennef 05 - 2012/13 FC Hennef 05 | - 2013/14 FC Hennef 05 - 2014/15 FC Wegberg-Beeck - 2015/16 Bonner SC - 2016/17 FC Wegberg-Beeck - 2017/18 TV Herkenrath - 2018/19 SV Bergisch Gladbach 09 - 2019/20 FC Wegberg-Beeck - 2020/21 geen competitie vanwege coronapandemie - 2021/22 1. FC Düren - 2022/23 FC Hennef 05 - 2023/24 Eintracht Hohkeppel |

SV Bergisch Gladbach 09 ·
FV Bonn-Endenich 08 ·
Bonner SC ·
SpVg Frechen 20 ·
FC Hennef 05 ·
FC Hürth ·
Fortuna Köln II ·
TuS Königsdorf ·
SSV Merten ·
FC Pesch ·
SpVg Porz ·
FC Union Schafhausen ·
Siegburger SV 04 ·
VfL 08 Vichttal ·
FC Wegberg-Beeck ·
FC Teutonia Weiden